# Fährinsel
Die Fährinsel ist eine deutsche Ostseeinsel, die der Insel Hiddensee östlich vorgelagert ist und zum Gebiet der Gemeinde Insel Hiddensee gehört. Von Hiddensee wird sie durch die teilweise nur 120 Meter schmale Bäk getrennt. Sie bildet den westlichen Teil der Grenze zwischen dem Schaproder Bodden und dem Vitter Bodden. Die Insel ist 1,23 km lang und bis zu 580 m breit. Ihre Fläche beträgt ca. 37 ha.
Über die Fährinsel verlief früher der Fährverkehr zwischen Rügen und Hiddensee. Er wurde 1952 eingestellt, nachdem der Hafen von Schaprode für den Postbootverkehr ausgebaut wurde. Die Fährinsel ist inzwischen wieder unbewohnt und für Besucher gesperrt. Sie ist Rastplatz tausender Vögel und Weideplatz einer Herde Heidschnucken.

## Geografie
Die Fährinsel besteht aus einem Fächer mehrerer bis zu 2 Metern hoher Strandwälle und Sandhaken sowie verlandeten Bereichen des Schaproder Bodden. Vor etwa 12.500 Jahren, während der letzten Kaltphase der Eiszeit, türmten Gletschermassen Sand und Kies auf. Beim Zurückweichen des Eises gehörten der Dornbusch auf Hiddensee, sowie zwei von Rügen aus nach Westen verlaufende Geschiebemergel-Schwellen zu einer ausgedehnten Jungmoränenlandschaft im südlichen Ostseeraum. Eine Schwelle auf Höhe der Insel Ummanz und der Halbinsel Gellen, eine weitere verlief zwischen Trent über den heutigen Stolper Haken bei Seehof nördlich von Schaprode bis zur Fährinsel. Nach der Überflutung des Raumes um Rügen und Hiddensee vor etwa 3900 Jahren waren die genannten Endmoränen als Inseln stehen geblieben. Erst spät (2900 Jahre vor heute) begann die Abtragung, überwiegend durch die Brandung. Zahlreiche Haken und Nehrungen bildeten sich und Hiddensee bekam ihre langgestreckte Form. Der Geschiebemergelblock zwischen Rügen und Fährinsel wurde abgetragen und muss irgendwann durchbrochen worden sein. Als der übriggebliebene Kliff-Teil an der Fährinsel abgetragen war, wuchsen aufgrund der von Nordosten kommenden Strömung beidseitig der Nordspitze der Insel Sandhaken nach Süden. Die schmalen Buchten, Strandseen und Riegen zwischen den Haken wurden langsam mit organischem Material aufgefüllt und verlandeten.
Die Fährinsel ist auf den alten Strandwällen dicht mit Wacholder bewachsen. Dazwischen hat sich ein Unterwuchs aus Besenheide entwickelt. In den Verlandungsbereichen wachsen Schilf und Pflanzen der Salzwiesen. In den Strandseen herrscht eine Seggenried- und Moorvegetation vor. Ein sich etwa 150 Meter in Nord-Süd-Richtung ausdehnendes und bis zu 20 Meter breites Feuersteinfeld am Ostufer zeugt vom einstigen Kliff.
Geschichtlich interessant ist eine dreieckig angelegte Wallanlage im Südosten, die Schwedenschanze oder Alte Schanze. Hier wurde die Meerenge zwischen dem Stolper Haken und der Fährinsel verteidigt. Damals war dies die erste Meereinengung von Norden kommend; die Halbinsel Bug und der Bessin waren noch nicht so lang wie heute. Am Stolper Haken existiert ein Gegenstück zur Schanze auf der Fährinsel.
Küstenvorsprünge auf der Fährinsel sind der wegen Verlandung nicht mehr als Landzunge erkennbare Mövenort im zentralen Bereich und der Buschort, die Südspitze. In der Mitte befindet sich eine nur 40 cm über dem Ostseeniveau gelegene, häufig überflutete Salzwiesenlandschaft, der Roschen.
Südöstlich vorgelagert ist die nur 85 mal 80 Meter messende Insel Bullenriff, manchmal auch Kuhwerder genannt. Der Name weist auf die frühere intensive Beweidung hin. Sie ist wie der Roschen sehr flach und nur von salzwiesentypischer Vegetation bedeckt.

## Vogelwelt
Die Fährinsel hat trotz Verlust einiger Brutvögel (u. a. Austernfischer und Kampfläufer) und Bestandsabnahmen bei noch vorhandenen Arten einen hohen Wert als Brutgebiet. Dies liegt teils am Zugangsverbot, teils an der besonderen Landschaft.
Zwischen den Wacholdersträuchern nisten Brandgänse und der Mittelsäger hat hier eines seiner wichtigsten Brutgebiete im Hiddenseer Raum. Auf dem Roschen existieren Brutkolonien vieler Lach-, Sturm- und Schwarzkopfmöwen. Auch Krickenten brüten hier. Der Kampfläufer ist ein Musterbeispiel für das Aussterben einer Vogelart auf Hiddensee. Noch im 19. Jahrhundert kam er in den Salzwiesen südlich von Kloster und auf der Fährinsel in stabilen Beständen vor, doch um 1940/1950 starb er infolge von Gelegeplünderungen durch Füchse und Menschen aus. Auch die Fluss- und Brandseeschwalbe, welche bis etwa 1970 gelegentlich brüteten, sind nicht mehr vorhanden.
Als Singvögel kommen Feldlerche, Bachstelze und der Neuntöter vor.
Zu den Zugzeiten zwischen März und Mai sowie zwischen September und November sammeln sich Limikolen und Entenvögel in großen Zahlen auf den Wiesen und in den flachen Boddengewässern.
Trotz der nicht gerade exponierten Lage war die Fährinsel gelegentlich Aufenthaltsort verschiedener Ausnahmeerscheinungen. So wurden zwischen 28. Juni und 10. Juli 1971 ein bis vier Lachseeschwalben beobachtet und am 28. Mai 1985 suchte ein adulter Rosenstar aus Zentralasien und Südosteuropa die Insel auf.

## Bauwerke
Zur Zeit des Fährverkehrs mit Ruder- bzw. Segelbooten zwischen Hiddensee und Rügen wurden ein Gasthaus und ein Bauernhaus mit Stall errichtet. Nach Einstellung des Fährverkehrs wurde die Versuchsstelle des Zentralinstitutes für Mikrobiologie und Experimentelle Therapie Jena eingerichtet und mehrere Laborgebäude erbaut. 1992 wurde die Forschungsstelle von der Uni Greifswald übernommen. Danach wurde der Versuchsbetrieb schrittweise eingestellt bzw. zum Biologischen Institut nach Kloster/Hiddensee verlegt. Im Jahr 2013 starb der letzte Bewohner der Insel. Im Sommer 2013 wurden alle noch verbliebenen Gebäude bis auf ein Schäferwerkzeughäuschen abgerissen. Inzwischen ist die Fährinsel renaturiert.

## Belege

### Einzelbelege
1. ↑  Blase, S. 39.
2. ↑  Dittberner, Hoyer: Die Vogelwelt der Inseln Rügen und Hiddensee – Teil I – Nonpasseres, S. 168.
3. ↑  Dittberner, Hoyer: Die Vogelwelt der Inseln Rügen und Hiddensee – Teil II – Singvögel, S. 137.
4. ↑  Die Biologie an der Ernst-Moritz-Arndt-Universität Greifswald – Ein Rückblick auf die Jahre 1946–2005 (Memento vom 4. Oktober 2013 im Internet Archive) (PDF; 4,0 MB), S. 107; auf www.forstbuch.de
5. ↑  NatioNalparkamt Vorpommern Nationalpark-Info 22 (Memento des Originals vom 7. Dezember 2015 im Internet Archive)  Info: Der Archivlink wurde automatisch eingesetzt und noch nicht geprüft. Bitte prüfe Original- und Archivlink gemäß Anleitung und entferne dann diesen Hinweis. (PDF; 3,1 MB), S. 17; auf www.nationalpark-vorpommersche-boddenlandschaft.de